# Agrostis ventosa
Agrostis ventosa é uma espécie de gramínea do gênero Agrostis, pertencente à família Poaceae.